# Agudus typicus
Agudus typicus är en insektsart som beskrevs av Paul W. Oman 1938. Agudus typicus ingår i släktet Agudus och familjen dvärgstritar. Inga underarter finns listade i Catalogue of Life.